# Spel

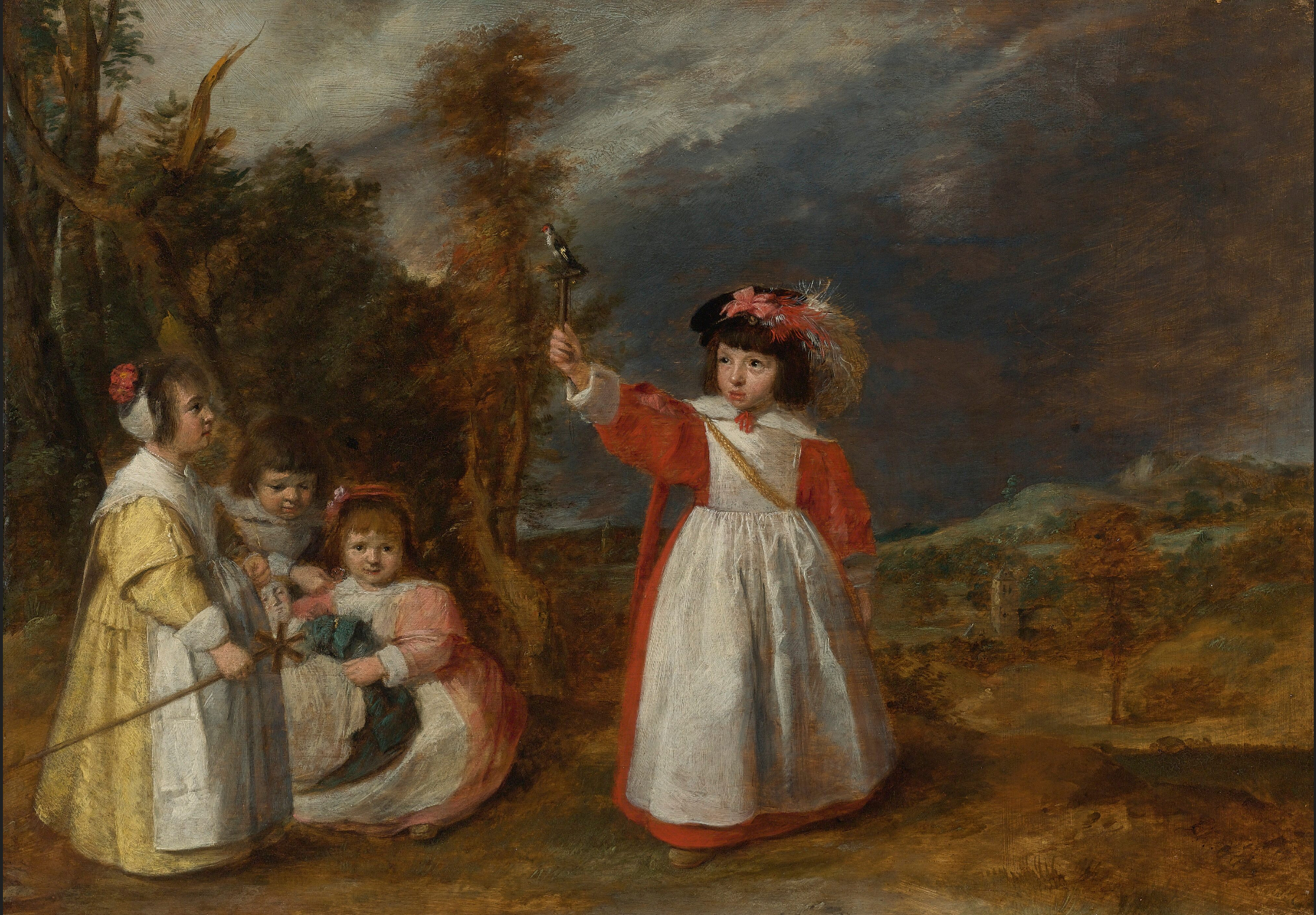
Kinderspel, geschilderd door Adriaen Brouwer en Joos van Craesbeeck, 17e eeuw

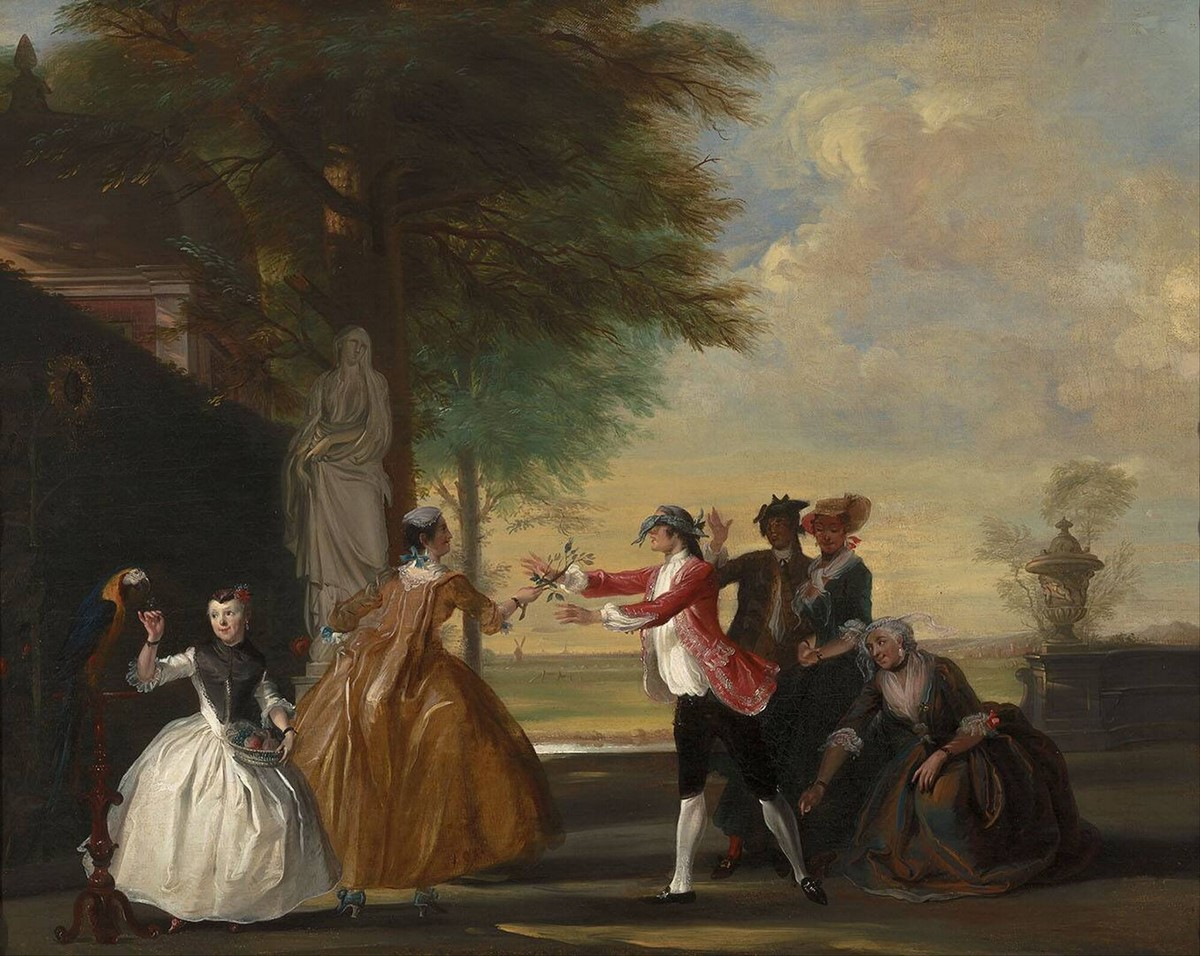
Het blindemanspel, Cornelis Troost, ca. 1740

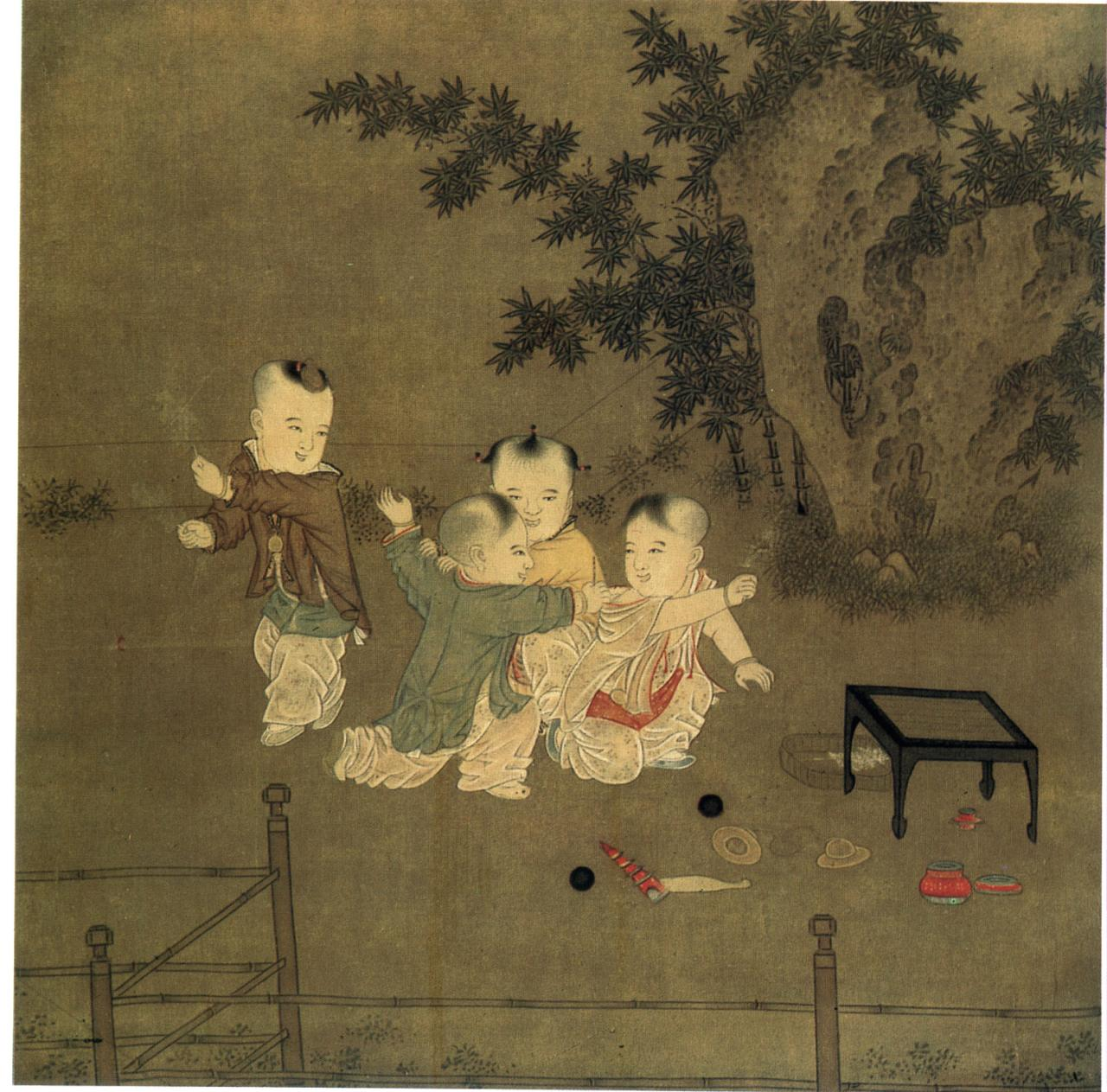
Paleiskinderen spelen, Song-dynastie

De Hülsenbeck kinderen, 1805-1810

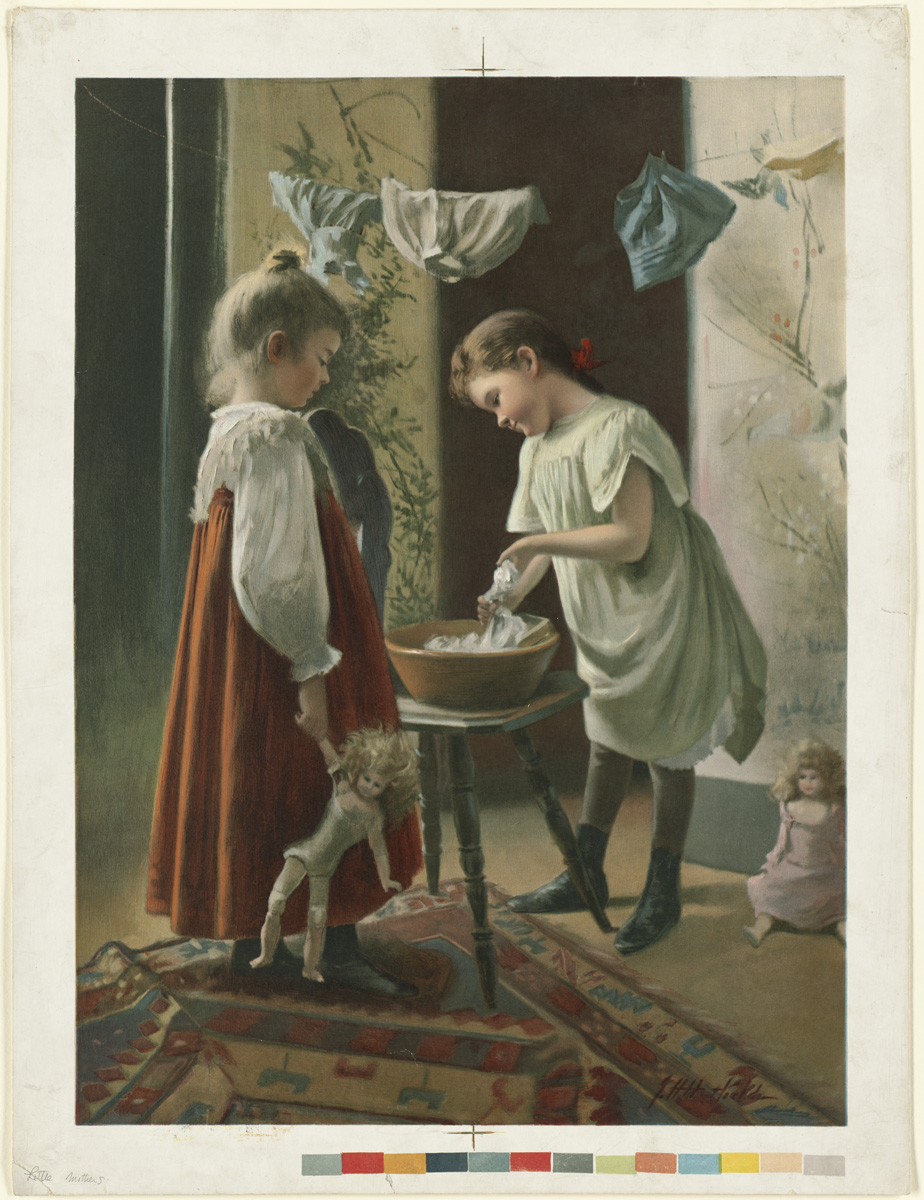
Little Mothers, L. Prang & Co., ca. 1861-1897

Een spel is een activiteit, buiten de gewone dagelijkse bezigheden, waaraan een of meer mensen - of bij uitbreiding andere diersoorten - deelnemen, als vermaak, maar ook om vaardigheden en talenten ten volle te benutten of te vergroten.
In het meervoud is
- spellen: spel als "spelmateriaal", zoals gezelschapsspellen en computerspellen;
- spelen: het spel als bezigheid of activiteit, zoals het kinderspel of behendigheidsspelen.

De term "spel" wordt ook wel gebruikt voor zaken waarbij vermaak niet het doel is, zoals soms bij een rollenspel, en bij serious games. Een spel is soms (vooral) bedoeld voor anderen die er naar kijken of luisteren, zoals bij toneelspel, een hoorspel, en een spelprogramma op televisie.

## Doel en middelen
Een spel wordt over het algemeen voor het plezier van de deelnemers gespeeld, hoewel een doel van het spel ook kan zijn bepaalde vaardigheden of kennis te vergroten. Kinderen spelen omdat ze het leuk vinden, maar ze leren er ook van. Over het algemeen is men het erover eens dat mensen in staat zijn puur om het plezier te spelen; bij dieren wordt verondersteld dat spel vooral als les dient.
Sommige spellen kunnen door één persoon worden gespeeld, maar over het algemeen gaan twee of meer personen in een spel met elkaar een competitie aan. Er bestaan ook spellen waarbij de deelnemers niet tegen elkaar strijden, maar moeten samenwerken om het spel tot een goed einde te brengen. Dit zijn coöperatieve spellen. In België en Nederland bestaan vele spelletjesclubs waarvan de leden geregeld samenkomen om te spelen.

## Filosofisch
Filosoof David Kelly omschrijft een spel als "een vorm van recreatie die bestaat uit een verzameling regels die een doel aangeven dat moet worden bereikt en de toegestane middelen om het te bereiken".
Dat dit niet alle vormen van spel beschrijft, geeft filosoof Ludwig Wittgenstein al aan als hij zegt dat het concept 'spel' niet kan worden gedefinieerd, en Stephen Linhart zegt: "Mensen zeggen dat je moet kiezen tussen spelen of het echte leven. Ik denk dat de bewering dat er een scheiding tussen die twee is, erg gevaarlijk is." 
Veel vakgebieden houden zich bezig met de studie van spel, waaronder antropologie, economie, speltheorie, statistiek, informatica/kunstmatige intelligentie, pedagogiek en de ludologie.
In de 21e eeuw wordt steeds meer gezocht naar online entertainment, en groeit het aantal gelegenheden voor jong en oud om een spel via het internet te spelen.

## Sport en spel
Als een spel amusementswaarde heeft voor toeschouwers, kan het uitgroeien tot een sport, waarbij de spelers zich verenigen in een bond die toernooien en kampioenschappen organiseert of sanctioneert.

## Informatie
In sommige spellen beschikt een speler altijd over volledige informatie. In de meeste spellen is dat echter niet het geval, bijvoorbeeld doordat:
- men de hand en andere bezittingen van de andere spelers niet kan zien (scrabble, kaartspelen);
- men het doel of de opdracht van de andere spelers niet weet (risk, carrière);
- men (de volgorde van) de stapel of een andere voorraad niet kent (Magic: The Gathering, domino);
- algemene informatie (nog) verborgen is, bijvoorbeeld een deel van het bord of de wereld (civilization, Dungeons & Dragons);
- de zetten worden bepaald door het toeval, zoals een worp met een dobbelsteen (Mens erger je niet!, monopoly);
- de regels aangepast kunnen worden als spelers daartoe besluiten (Nomic).

Het kan ook voorkomen dat op sommige momenten (een deel van) de informatie volledig is en vervolgens weer verloren gaat (Scotland Yard, annamaria koekoek).
Bij onvolledige informatie zijn kansrekening en geluk, en soms ook geheugen (memory, babushka) wezenlijke onderdelen van het spel. In sommige spellen is het vergaren van informatie een belangrijk hulpmiddel (bridge, stratego) of zelfs het hoofddoel (cluedo). 
Bij volledige informatie is het in theorie mogelijk om met zekerheid de beste zet te bepalen en te weten of men kan winnen (zie Minimax). In de praktijk is dat echter alleen in eenvoudige gevallen te doen (bijvoorbeeld bij boter-kaas-en-eieren), en soms lukt het zelfs met een computer (nog) niet (dammen, schaken, go), doordat het aantal mogelijkheden zeer groot is.

## Strategie en tactiek
Bij het spelen van een spel hoort het nemen van besluiten. Alleen in de allereenvoudigste (kinder)spel(l)en, zoals ganzenbord, of in specifieke situaties, is slechts een enkele zet of actie mogelijk of komt redelijkerwijs slechts een voortzetting in aanmerking.
Bij de besluitvorming kan onderscheid worden gemaakt tussen strategische planning en tactiek. Strategie is de algemene leidraad die een speler volgt tijdens een spel, en zal tijdens het spel niet of maar weinig veranderen. Enkele belangrijke strategische aspecten zijn opbouw, initiatief en balans. Tactiek is de wijze van handelen bij confrontaties, en kan tijdens een spel veelvuldig wisselen. Tactische elementen zijn bijvoorbeeld uitdagen, verrassen en verwarren.
Een hoge geluksfactor, zoals bij poker, sluit geenszins uit dat strategie en tactiek uiteindelijk de doorslag geven. Ook bij behendigheidsspelen vormen strategie en tactiek een wezenlijk onderdeel van het spel.

## Spelregels
Spelregels zijn geboden waaraan een speler of beoefenaar van een sport of spel zich moet houden. Bij het niet-naleven van een spelregel kan iemand gediskwalificeerd worden. Spelregels komen voornamelijk voor bij gezelschapsspellen, computerspellen en sporten.

## Soorten spellen
- balspel
- bordspel
- computerspel of game
- denksport
- dobbelen
- gezelschapsspel
- kaartspel
- kansspel
- puzzel
- raadspel
- rollenspel
- steekspel
- taalspel
- woordspel
- Nulsomspel
- Gedachtespel